# 芳香族亲核取代反应
芳香族亲核取代反应（Nucleophilic Aromatic Substitution reaction，SNAr）是親核取代反應的一类，發生在芳香環上。當中一個親核體取代了一個好的離去基团，例如在芳香環上的卤代烃。現有六種芳香環的親核取代反應機理。

## 反應機理
- SNAr （加成—消去）反應機理
  - 當環上有一拉電子基使其電荷下降，這將吸引親核體於此時對芳香環進行攻擊，並生成一中間體。這個中間體已經破壞了芳香環的芳香性，形成主因是得到拉電子基的額外穩定性。而其後鹵化物離去，完成反應。

- 偶氮化合物作為離去基团的單分子親核取代反應（SN1）
  - 偶氮化合物於加熱下並不穩定，因此是一个好的离去基团。中間體的芳香性並沒有被破壞，因此能夠透過生成穩定的中間體完成反應。

- 苯炔（脫氫苯）机理
  - 當加入強鹼作催化劑，鹵化氢會作為離去基团而被移除，形成苯炔。苯炔是一種不帶電荷的活躍中間體，加入親核體後會快速反應形成产物。

- SRN1 自由基親核芳香取代反應
- ANRORC，一個包含親核體进攻、開環及關環的反應
- VNS胺化反應，一種常用於炸藥合成的化學反應

## 取代基效应
单卤代芳烃的卤原子活性小，不易发生亲核取代。但当卤原子的邻、对位有拉电子基团（如硝基）时，SNAr反应中间体的负电荷离域到拉电子基团上，使中间体更加稳定，有利于反应进行，而且容易程度随硝基的增多而增加。例如：
当硝基在卤原子间位时，对反应活性的影响较小。